# 吉田郡山城
吉田郡山城是位於廣島縣安藝高田市吉田町吉田的古城。

## 概要
吉田郡山城位於江之川和多治比川之間的吉田盆地北部的郡山全山，是毛利氏移至廣島城為止的居城。日本國指定史跡。